# US Open 2015 – čtyřhra kvadruplegiků
Dvojnásobným obhájcem titulu ve čtyřhře kvadruplegiků na newyorském grandslamu US Open 2015 byl americký pár David Wagner a Nicholas Taylor, jehož členové soutěž opět vyhráli. Ve finálovém duelu, jediném utkání v soutěži, zdolali australsko-britskou dvojici Dylan Alcott a Andrew Lapthorne. Po rovnocenném rozdělení úvodních dvou sad 4–6 a 6–2, rozhodl o vítězích až supertiebreak poměrem míčů [10–7].
Vítězové tak na US Open udrželi neporazitelnost, když předtím na turnaji nikdy neprohráli. Wagner získal pátou deblovou trofej z Flushing Meadows, když triumfoval v předešlých ročnících 2007, 2009, 2010 a 2014. Pro Taylora to byl sedmý newyorský vavřín po titulech z let 2007, 2009, 2010, 2011, 2013 a 2014.

## Pavouk
| Legenda                                                       |                                                                        |                                                   |
| - Q – kvalifikant - WC – divoká karta - LL – šťastný poražený | - Alt – náhradník - SE – zvláštní výjimka - PR/SR – žebříčková ochrana | - w/o – bez boje - r – skreč - d – diskvalifikace |

### Finále
| Finále |                               |   |   |      |
|        |                               |   |   |      |
|        |                               |   |   |      |
|        | Nick Taylor David Wagner      | 4 | 6 | [10] |
|        | Dylan Alcott Andrew Lapthorne | 6 | 2 | [7]  |